# 分筆
分筆（ぶんぴつ）とは、一筆の土地を数筆の土地に法的に分割することをいう。対義語は合筆。具体的には、土地の所有者が登記所に土地分筆登記を申請することにより行う。

## 概要
土地が分筆されれば分筆後の土地には新たな地番が付され、新たな登記記録が作成される。また登記所備付の地図又は地図に準ずる図面において、当該分筆によって新たに生じた筆界線が記載される。
「筆（ひつ）」または「一筆（いっぴつ）」とは田畑や宅地などの土地の1つの区画。検地帳にその所在・品等・面積・名請人を1行に書き下したことに由来する。